# Relationer mellan Sverige och Ungern
I de bilaterala relationerna mellan Ungern och Sverige ingår att Sverige har en ambassad i Budapest. Diplomatiska förbindelser mellan de två staterna upprättades den 28 december 1945. Dessa relationer har utvecklats till en högre ambassadörsnivå. I Stockholm finns en ungersk ambassad.

## Relationshistoria
Raoul Wallenberg delade mellan juli och december 1944 ut skyddspass och gömde judar, och räddade livet på tusentals judar i Ungern vid Sveriges ambassad.
Kung Carl XVI Gustaf besökte Ungern i oktober 1996. Björn von Sydow, som var Sveriges försvarsminister i Göran Perssons regering mellan 1997 och 2002, gjorde ett formellt besök i Budapest 1996.
Anna Lindh, Sveriges utrikesminister, knivmördades i Stockholm i september 2003, och Ungerns utrikesministrium ärade henne med ett minne den 28 maj 2004 i Budapests stadspark.